# I tredici figli del drago verde
I 13 figli del drago verde (Shi san tai bao) è un film del 1970 diretto da Chang Cheh.
Film di arti marziali prodotto ad Hong Kong.

## Trama
Alla fine del nono secolo della Cina imperiale la corte della dinastia Tang non ha più il controllo effettivo del suo impero e la capitale Chang'an viene saccheggiata dall'esercito antigovernativo di Huang Chao. Li Keyong, un capo Shatuo fedele alla causa Tang, impiega le sue truppe per reprimere la ribellione. I suoi 13 generali, tutti suoi figli naturali o adottivi - cacciano Huang da Chang'an, anche se con lo svolgersi degli eventi diventa sempre più evidente una divisione tra alcuni di loro. Dopo la vittoria, Li Keyong accetta un invito per un banchetto presso il territorio del governatore militare Zhu Wen di Bianliang, senza sapere che si trattava di una trappola per assassinarlo.

## Distribuzione

### Edizioni home video
È uscito il 1º dicembre 2006 in DVD nella Edizione Restaurata distribuita dalla AVO FILM, il film è stato riproposto il 15 giugno 2011 distribuito sempre dalla AVO FILM nel cofanetto Shaw Brothers - Volume 1 insieme ad altri due film 
I dodici medaglioni e Le invincibili spade delle tigri volanti.